# Främling
Främling è il primo album in studio della cantante svedese Carola Häggkvist, pubblicato nel 1983.

## Tracce
1. Främling
2. Säg mig var du står (Why, Tell Me Why)
3. Benjamin
4. Gör det någonting
5. Gloria
6. You Bring Out the Best in Me
7. Mickey
8. Se på mig
9. Liv
10. Visa lite mänsklighet (A Little Tenderness)
11. 14 maj
12. Du försvinner i natten (Paris Dies in the Morning)